# Charing Cross Road

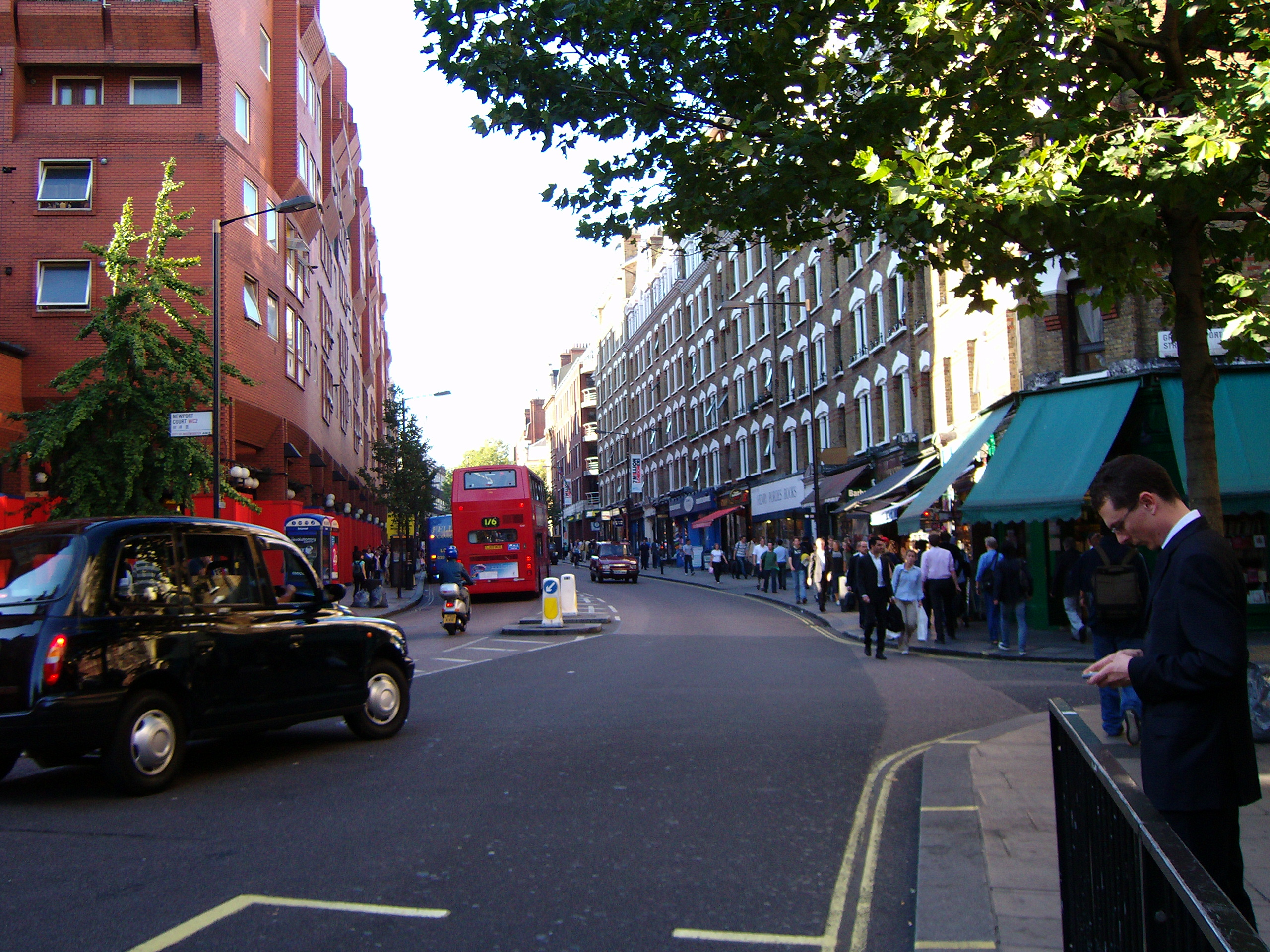
Charing Cross Road, London, vy norrut där Charing Cross Rd korsar Long Acre.

Charing Cross Road är en gata i London (WC2) som sträcker sig från järnvägsstationen Charing Cross Station till Oxford Street, där den byter namn till Tottenham Court Road. Den av Londons största bokgator med rader av antikvariat och boklådor, bl.a. Foyles som under en tid var världens största bokhandel.